# مالوري فرانكلين
مالوري فرانكلين (بالإنجليزية: Mallory Franklin)‏ هي راكبة الكنو بريطانية، ولدت في 19 يونيو 1994 في ونزر في المملكة المتحدة.

## وصلات خارجية
- مالوري فرانكلين على موقع الاتحاد الدولي للكانو (الإنجليزية)
- مالوري فرانكلين على موقع أوليمبيديا (الإنجليزية)
- مالوري فرانكلين على موقع اللجنة الأولمبية البريطانية (الإنجليزية)